# Харук Тарас Андрійович
Тарас Андрійович Харук (05 вересня 1995 — 30 серпня 2022) — лейтенант медичної служби Командування медичних сил Збройних Сил України. Відзначився у ході російського вторгнення в Україну. Начальник медслужби 2-го батальйону 14-тої ОМБР імені князя Романа Великого. Позивний Айзек.
В умовах безпосереднього ризику для життя надавав кваліфіковану медичну допомогу хворим і пораненим військовослужбовцям і  цивільним особам, що постраждали внаслідок бойових дій. Брав активну участь в організації евакуації поранених.

## Життєпис
Тарас народився 5 вересня 1995 року на Волині у м. Нововолинську. Закінчив Нововолинську гімназію із золотою медаллю. Із шостого класу казав усім, що хоче стати хірургом. Любов до медицини Тарас міг порівняти лише з його любов'ю до музики. У 2019 році закінчив медичний факультет Львівського національного медичного університету ім. Данила Галицького і кафедру військової підготовки цього ж закладу, отримав звання молодший лейтенант. Після цього навчався в Києві у Військовій медичній академії. 
Після отримання диплома вирушив до столичної Української військово-медичної академії. Він здобував кваліфікацію лікаря загальної практики. Мріяв стати хірургом, багато зусиль для цього докладав, вчився, вивчав спеціальну літературу. Уже на фронті, коли поруч з його медпунктом стояли госпітальєри, використовував кожну можливість, щоб асистувати, переймати їхній досвід. Мріяв, що колись вдасться перекваліфікуватися на хірурга. через повномасштабну війну в Україні освіту здобував у пришвидшеному режимі. 
На момент початку широкомасштабного вторгнення військ Російської Федерації в Україну 24 лютого 2022 року проходив переддипломну практику у Головному військовому клінічному госпіталі (м. Київ), брав участь в обороні м. Київ та евакуації поранених з м. Ірпінь. Наприкінці березня 2022 року отримав призначення на посаду ординатора лікувального відділення медичної роти 14-ї ОМБР імені князя Романа Великого і прибув до пункту постійної дислокації у місто Володимир Волинської області. 26 квітня 2022 року виїхав у зону бойових дій виконувати обов’язки начальника медслужби 2-го батальйону медичної роти 14-ї окремої механізованої бригади. Служив у місті Дружківка Донецької області, а потім передислокувався на околиці міста Харкова.
Лейтенант медичної служби Тарас Харук, позивний Айзек, загинув 30 серпня 2022 року під час обстрілу Харкова. Вранці офіцер повіз бійців у госпіталь на обстеження. Вийшовши зі шпиталю, зайшов у сусіднє кафе разом із медсестрою по каву. Там їх накрив артобстріл. Тарас загинув одразу. До його дня народження залишався лише тиждень.
Поховали Тараса Харука 2 вересня 2022 року в місті Нововолинську Волинської області.
У Тараса залишились батьки — Андрій Іванович і Лариса Миколаївна, сестра Дарина.

## Нагороди
- відзнака головнокомандувача ЗСУ  «Хрест хоробрих»[2]
- 30 березня 2023 р. орден Богдана Хмельницького III ступеня (посмертно).[3]
- 13 серпня 2024 р. присвоєно звання «Почесний громадянин Нововолинської міської територіальної громади» (посмертно).[4]